# The Scooby-Doo Show
Los episodios de El show de Scooby-Doo transmitidos originalmente entre 1976 y 1978 forman la tercera serie del dibujo animado de Hanna-Barbera Scooby-Doo. El primer episodio fue mostrado el 11 de septiembre de 1976 y tuvo tres temporadas transmitidas por ABC en un segmento de media hora llamado The Scooby-Doo/Dynomutt Hour (también conocido como The Scooby-Doo/Dynomutt Show) entre 1976 y 1977, y Scooby's All-Star Laff-a-Lympics (también conocido como Scooby's All-Stars) entre 1977 y 1979. Fueron producidos cuarenta episodios (16 en 1976–1977, 8 en 1977–1978 y 16 en 1978–1979).
La serie de 1976-1979 ha sido la más extensa de Scooby-Doo antes de la aparición de Scrappy-Doo. Los episodios de las tres temporadas fueron repetidos bajo el nombre El show de Scooby-Doo desde 1980.

## Análisis general
Cuando el ejecutivo de televisión Fred Silverman se mudó de CBS a ABC en 1975, Scooby-Doo lo siguió, teniendo su debut en ABC en 1976 como parte de The Scooby-Doo/Dynomutt Hour. Este bloque de una hora presentó 16 nuevos episodios de media hora en el formato original de ¿Scooby-Doo dónde estás?, con el primo campesino de Scooby, Scooby-Dum, quien aparecía como un personaje semi regular en la serie. Además, Pat Stevens reemplazó a Nicole Jaffe en la voz de Vilma. La media hora restante del bloque era ocupada por Dynomutt, Dog Wonder, un nuevo dibujo animado de Hanna-Barbera sobre un superhéroe llamado Halcón Azul y su compañero, un perro robótico llamado Dynomutt. Los personajes de Scooby-Doo hicieron algunas apariciones como invitados en el segmento de Dynomutt, Dog Wonder. El programa se convirtió en The Scooby-Doo / Dynomutt Show cuando ABC repitió la serie ¿Scooby-Doo dónde estás? en noviembre de 1976.
En 1977, ABC ofreció un nuevo bloque llamado Scooby's All-Star Laff-a-Lympics. El segmento de Scooby-Doo en este bloque de 2 horas incluyó 8 nuevos episodios de Scooby-Doo (en dos episodios apareció Scooby-Dum y en otro, llamado "The Chiller Diller Movie Thriller", estuvo como invitada su prima Scooby-Dee), además de una repetición de la temporada 1976–1977.
El nombre del bloque fue cambiado a Scooby's All-Stars para la temporada 1978–1979, cuando la duración del programa fue acortado a una hora y media, luego que Dynomutt fuera cancelado. Fueron producidos 16 episodios de media hora de Scooby-Doo (solamente con los cinco personajes originales) esta temporada, y fueron transmitidos en la mañana antes del bloque Scooby's All-Stars como una tercera temporada de ¿Scooby-Doo dónde estás? en septiembre. En noviembre, la transmisión de ¿Scooby-Doo dónde estás? fue cancelada, y los nuevos episodios de 1978 comenzaron a ser mostrados durante el segmento de Scooby-Doo en Scooby's All-Stars.
Los episodios de 1976-1977 fueron incluidos en el DVD The Scooby-Doo/Dynomutt Hour: The Complete Series el 7 de marzo de 2006.

## Guía de episodios deThe Scooby-Doo/Dynomutt Hour
Los títulos corresponden a datos de Hanna-Barbera. En ningún episodio fue mostrado el título correspondiente.

### Primera temporada: (1976–1977)
| 1.1 | "High Rise Hair Raiser"                       | 11 de septiembre de 1976 |
| 1.2 | "The Fiesta Host Is an Aztec Ghost"           | 18 de septiembre de 1976 |
| 1.3 | "The Gruesome Game of the Gator Ghoul"1       | 25 de septiembre de 1976 |
| 1.4 | "Watt A Shocking Ghost"                       | 2 de octubre de 1976     |
| 1.5 | "The Headless Horseman of Halloween"1         | 9 de octubre de 1976     |
| 1.6 | "Scared a Lot in Camelot"                     | 16 de octubre de 1976    |
| 1.7 | "The Harum Scarum Sanitarium"                 | 23 de octubre de 1976    |
| 1.8 | "The No-Face Zombie Chase Case"               | 30 de octubre de 1976    |
| 1.9 | "Mamba Wamba and the Voodoo Hoodoo"           | 6 de noviembre de 1976   |
| 1.10 | "A Frightened Hound Meets Demons Underground" | 13 de noviembre de 1976  |
| 1.11 | "A Bum Steer for Scooby"                      | 20 de noviembre de 1976  |
| 1.12 | "There's a Demon Shark in the Foggy Dark"     | 25 de noviembre de 19762 |
| 1.13 | "Scooby-Doo, Where's the Crew?"               | 27 de noviembre de 1976  |
| 1.14 | "The Ghost that Sacked the Quaterback" 3      | 4 de diciembre de 1976   |
| 1.15 | "The Ghost of the Bad Humor Man" 3            | 11 de diciembre de 1976  |
| 1.16 | "The Spirits of '76" 3                        | 18 de diciembre de 1976  |
| Notas: 1. En estos episodios aparece Scooby-Dum. 1. El episodio 1.12, "There's a Demon Shark in the Foggy Dark", no fue transmitido un sábado por la mañana, sino que en el día de acción de gracias de 1976 (25 de noviembre), durante el especial Thanksgiving Funshine Festival de ABC. 1. Estos episodios fueron emitidos como parte del bloque The Scooby-Doo/Dynomutt Show, que incluía un segmento de media hora con la repetición de ¿Scooby-Doo dónde estás?. |                                               |                          |

## Guía de episodios deScooby's All-Star Laff-a-Lympics
Los títulos corresponden a datos de Hanna-Barbera. En ningún episodio fue mostrado el título correspondiente.

### Segunda temporada: (1977–1978)
| 2.1 | "The Curse of Viking Lake"               | 10 de septiembre de 1977 |
| 2.2 | "Vampire Bats and Scaredy Cats"1         | 17 de septiembre de 1977 |
| 2.3 | "Hang in There, Scooby-Doo"              | 25 de septiembre de 1977 |
| 2.4 | "The Chiller Diller Movie Thriller"1     | 1 de octubre de 1977     |
| 2.5 | "The Spooky Case of the Grand Prix Race" | 8 de octubre de 1977     |
| 2.6 | "The Ozark Witch Switch"                 | 15 de octubre de 1977    |
| 2.7 | "The Creepy Cruise" 2                    | 22 de octubre de 1977    |
| 2.8 | "The Creepy Heap from the Deep" 2, 3     | 22 de octubre de 1977    |
| Notas: 1. En estos episodios aparece Scooby-Dum. Scooby-Dee aparece en el episodio 2.5, "The Chiller Diller Movie Thriller". 1. "The Creepy Cruise" y "The Creepy Heap from the Deep" fueron transmitidos el mismo día (22 de octubre de 1977) 1. Luego del último episodio el 22 de octubre, fueron repetidas la primera y segunda temporada. |                                          |                          |

## Guía de episodios de¿Scooby-Doo dónde estás?(1978) yScooby's All-Stars
Cada episodio de la tercera temporada mostró su título correspondiente.

### Tercera temporada: (1978–1979)
| 3.1 | "Watch Out! The Willawaw!" 1                                                                                            | 9 de septiembre de 1978  |
| 3.2 | "A Creepy Tangle in the Bermuda Triangle" 1                                                                             | 16 de septiembre de 1978 |
| 3.3 | "A Scary Night With a Snow Beast Fright" 1                                                                              | 23 de septiembre de 1978 |
| 3.4 | "To Switch a Witch" 1                                                                                                   | 30 de septiembre de 1978 |
| 3.5 | "The Tar Monster" 1 | 7 de octubre de 1978     |
| 3.6 | "A Highland Fling With a Monstrous Thing" 1                                                                             | 14 de octubre de 1978    |
| 3.7 | "The Creepy Case Of Old Iron Face" 1                                                                                    | 21 de octubre de 1978    |
| 3.8 | "Jeepers, It's the Jaguaro" 1                                                                                           | 28 de octubre de 1978    |
| 3.9 | "Who Was That Cat Creature I Saw You With Last Night?" (también conocido como "Make A Beeline Away From That Feline") 1 | 4 de noviembre de 1978   |
| 3.10 | "The Creepy Creature of Vulture's Claws"                                                                                | 11 de noviembre de 1978  |
| 3.11 | "The Diabolical Disc Demon"                                                                                             | 18 de noviembre de 1978  |
| 3.12 | "Scooby's Chinese Fortune Kooky Caper"                                                                                  | 25 de noviembre de 1978  |
| 3.13 | "A Menace in Venice"2                                                                                                   | 2 de diciembre de 1978   |
| 3.14 | "Don't Go Near the Fortress of Fear"                                                                                    | 9 de diciembre de 1978   |
| 3.15 | "The Warlock of Wimbledon"2                                                                                             | 16 de diciembre de 1978  |
| 3.16 | "The Beast is Awake in Bottomless Lake" 2, 3                                                                            | 23 de diciembre de 1978  |
| Notas: 1. Estos episodios no fueron emitidos como parte de Scooby's All-Stars, sino que a las 8:30 AM bajo el nombre de ¿Scooby-Doo dónde estás? y con los créditos de 1969. Esta emisión fue cancelada luego de "Who Was That Cat Creature I Saw You With Last Night?", y el resto de los episodios fueron mostrados en el bloque Scooby's All-Stars. 1. Estos episodios, por razones desconocidas, nunca fueron distribuidos, y fueron mostrados tiempo después en televisión por cable. 1. Luego del último episodio el 23 de diciembre, fueron repetidas las tres temporadas. | |                          |

## Emisión Internacional
- Estados Unidos: Cartoon Network y Boomerang
- Latinoamérica: Cartoon Network, Boomerang y Tooncast
- México

Canal 5, Azteca 7 e Imagen Televisión
- Chile: TVN